# CSI: New York-i helyszínelők
A New York-i helyszínelők (CSI: NY) 2004 és 2013 között vetített amerikai bűnügyi tévésorozat, amely 2004. szeptember 22-én indult a CBS csatornán. A széria A helyszínelők második spinoffja, bemutatkozása a CSI: Miami helyszínelők egyik epizódjában volt, amikor Horatio New Yorkba utazik egy Miamiból szökött gyanúsított nyomában, ahol együtt dolgozik a helyi kollégákkal, és a vezetőjükkel, Mac Taylor nyomozóval. A New York-i helyszínelők más, mint a Miami, és a második évadig erős kék hatással forgatták, majd a CBS elnöke, Les Moonves "kevéssé rideggé" szerette volna tenni a műsort.
Még egy kétrészes crossover készült a Miami és a NY  között, ami 2004. november 7-én, illetve november 9-én került adásba. Az epizódok egy repülőgép-baleset és egy elszökött sorozatgyilkos körül bonyolódtak, mindkét sorozat szereplőivel.
Akárcsak a másik két Helyszínelők esetében, a főcímdal a The Who egyik száma; ezúttal a Baba O’Riley, vagy nem hivatalos néven Teenage Wasteland.
A sorozatot Magyarországon a Viasat 3 2005 szeptemberében kezdte sugározni, de szintén látható az AXN, az RTL Klub, a Cool TV és a Sorozat+ műsorán is.

## Szereplők
| Szereplő                       | Színész            | Magyar hang                 |
| ------------------------------ | ------------------ | --------------------------- |
| Mac Taylor                     | Gary Sinise        | Csankó Zoltán               |
| Stella Bonasera (1-6. évad)    | Melina Kanakaredes | Ősi Ildikó                  |
| Danny Messer                   | Carmine Giovinazzo | Zámbori Soma                |
| Dr. Sheldon Hawkes             | Hill Harper        | Dolmány Attila              |
| Don Flack                      | Eddie Cahill       | Csizmadia Gergely (1. évad) |
| Don Flack                      | Eddie Cahill       | Tóth Roland (2-9. évad)     |
| Lindsay Monroe (2-9. évad)     | Anna Belknap       | Böhm Anita                  |
| Adam Ross (5-9. évad)          | A. J. Buckley      | Hamvas Dániel               |
| Dr. Sid Hammerback (5-9. évad) | Robert Joy         | Juhász György (2-8. évad)   |
| Dr. Sid Hammerback (5-9. évad) | Robert Joy         | Rosta Sándor (9. évad)      |
| Jo Danville (7-9. évad)        | Sela Ward          | Kovács Nóra                 |
| Aiden Burn (1-2. évad)         | Vanessa Ferlito    | Mezei Kitty                 |
| Jessica Angell (3-5. évad)     | Emmanuelle Vaugier | Kovács Vanda                |

## Érdekességek
- A sorozat azonos időben fut az NBC Esküdt ellenségek (Law & Order) című szériájával, ami egy sokkal régebbi bűnügyi sorozat, szintén New York-i helyszínnel.
- Gary Sinise, Melina Kanakaredes és Anna Belknap kivételével az összes szereplő New York-i, de Sinise és Belknap egy időben szintén New Yorkban laktak.
- A főszerepet eredetileg Andy Garciának ajánlották fel, aki egy Rick Calucci nevű detektívet játszott volna. Nem fogadta el a szerepet, ahogyan Ray Liotta sem.
- Anthony E. Zuiker a The Who Behind Blue Eyes című számát akarta a sorozat főcímdalának. A CBS elnöke, Leslie Moonves azonban a Baba O’Riley-t részesítette előnyben, amit szintén a The Who ad elő.
- Stella nevét A vágy villamosa (1951) Stella Kowalskijától, illetve A Keresztapában (1972) Salvatore Corsitto által alakított Amerigo Bonaserától kölcsönözték.
- A sorozatban használt mobiltelefonok Palm Treo 650-esek.
- A sorozatban használt kocsik Chevy Avalanche-ek.
- Ez az egyetlen Helyszínelők-sorozat, ami nem nyert Emmy-díjat.
- A sorozat legnagyobb részét Los Angelesben veszik fel.
- A New York-i rendőrség nagyobb részének véleménye a sorozatról az, hogy egy vicc.[forrás?]

## Vendégszereplők
| - Aimee Garcia - Ed Asner - Alex Band - Brian Hallisay - Matt Barr - Michaela McManus - Kid Rock - Nelly Furtado - Joey Lawrence - Michael Clarke Duncan - Marlee Matlin - Sasha Cohen - Maroon 5 - Julia Ormond - Dianna Agron - Criss Angel - Suicide Girls - Chris Daughtry - Rumer Willis - Danica Patrick - Nelly - Ne-Yo | - Ashlee Simpson - Pete Wentz - John McEnroe - Katherine McPhee - Craig T. Nelson - Shailene Woodley - Rachelle Lefevre - Mia Kirshner - Mykelti Williamson - Kellan Lutz - Edward Furlong - Deanna Russoand - Paul Wesley - Pat Monahan and Train - Kim Kardashian - Vanessa Minnillo - Ryan Bittle - La La Vasquez - Jackson Davis - Andrew Lawrence - Carlo Rota |

2009-ben Ed Asner Emmy-jelölést kapott a sorozatban játszott epizódszerepéért.

## Nézettség
2010-ben Magyarország nyolcadik legnézettebb sorozata volt, a teljes lakosság körében. A 18-49 évesek között pedig a 9. legnézettebb.

## Könyvek

### Magyar nyelven
- Halálos védelem
- Véres napfény
- Vízözön

## Lásd még
- CSI: A helyszínelők
- CSI: Miami helyszínelők